# 卡利斯托崖
71°3′S 68°20′W / 71.050°S 68.333°W
卡利斯托崖（英語：Callisto Cliffs）是南極洲的懸崖，位於亞歷山大一世島東側，海拔高度550米，根據美國的空中照片被繪入地圖，該懸崖以木衛四命名。